# Vada (Maharashtra)
Vada es una  ciudad censal situada en el distrito de Palghar en el estado de Maharashtra (India). Su población es de 16750 habitantes (2011). Se encuentra a 58 km de Thane y a 4 km de Palghar.

## Demografía
Según el censo de 2011 la población de Vada era de 16750 habitantes, de los cuales 8596 eran hombres y 8154 eran mujeres. Vada tiene una tasa media de alfabetización del 87,03%, superior a la media estatal del 82,34%: la alfabetización masculina es del 90,89%, y la alfabetización femenina del 83,03%.